# Јутака Икеучи
Јутака Икеучи (јап. 池内 豊; Аичи, 25. август 1961) бивши је јапански фудбалер.

## Каријера
Током каријере је играо за Toyoda Automatic Loom Works и Фуџита.

## Репрезентација
За репрезентацију Јапана дебитовао је 1983. године. За тај тим је одиграо 8 утакмица.

## Статистика
| Јапан  | Јапан   | Јапан  |
| Година | Наступи | Голови |
| ------ | ------- | ------ |
| 1983.  | 3       | 0      |
| 1984.  | 1       | 0      |
| 1985.  | 4       | 0      |
| Укупно | 8       | 0      |